# Cynotilapia axelrodi
Cynotilapia axelrodi är en fiskart som beskrevs av Burgess, 1976. Cynotilapia axelrodi ingår i släktet Cynotilapia och familjen Cichlidae. IUCN kategoriserar arten globalt som sårbar. Inga underarter finns listade i Catalogue of Life.